# Tweede Kamerverkiezingen 2006/Kandidatenlijst/VSP
De kandidatenlijst voor de Tweede Kamerverkiezingen 2006 voor de VSP.

## De lijst
1. Herman Troost - 8.087
2. Corrie Vonk - 933
3. Piet Veugen - 844
4. Mechteld Wouters - 474
5. Ulrich Wijbers - 182
6. Ed Spanjerberg - 104
7. Anka Broers-Meyer - 278
8. Jack Koehorst - 43
9. Cees Blankenstein - 61
10. Eric-Hans Zwahlen - 76
11. Cor Pot - 126
12. Anton Braat - 47
13. Joop Moonen - 96
14. Ron Meyer - 38
15. Floor Le Hane - 119
16. Piet Bruijstens - 78
17. Selene Broers - 34
18. Hans Tempelman - 73
19. Wim Spithoven - 28
20. Ann de Wolf - 35 (niet in kieskring 19)
21. Lieke de Bruin - 38
22. Ton van Zandbergen - 18
23. Jan Rensen - 17
24. Nell Schoenmakers - 181
25. Jac Creijghton - 431
26. Theo van den Acker - 89
27. Jo Inslegers - 380

CDA · PvdA · VVD · SP · Fortuyn · GroenLinks · D66 · ChristenUnie · SGP · Nederland Transparant · PvdD · EénNL · PVV · Lijst 14 · Partij voor Nederland · CDDP · LibDem · VSP · Ad Bos Collectief · GVIP · Lijst 21 · Tamara's Open Partij · Solide Multiculturele Partij · hetZeteltje
2002 · 2006